# دوپتسی
دوپتسی (به صربی: Dupci) یک منطقهٔ مسکونی در صربستان است که در بروس واقع شده‌است. دوپتسی ۴۵۶ نفر جمعیت دارد.